# La Femme changée en renard
La Femme changée en renard est un court roman fantastique publié par l'écrivain britannique David Garnett en 1922. C'est le premier roman que cet auteur publia sous son véritable nom (sans recourir à un pseudonyme). Le roman fut récompensé par le James Tait Black Memorial Prize en 1922 et le Hawthornden Prize l'année suivante. 

## Résumé
L'intrigue, qui prend la forme d'un récit à la troisième personne, se déroule au Royaume-Uni à l'époque de sa publication. Sylvia Tebrick et Richard Tebrick sont mariés et forment un couple épanoui. Un jour, Silvia se promène avec Richard dans la forêt lorsqu'elle se change soudainement en renarde. M. Tebrick renvoie tous les domestiques avec l'espoir de faire en sorte que la métamorphose de sa femme reste un secret ; toutefois, la nourrice qui s'est occupée de Sylvia dans son enfance revient chez eux. Dans un premier temps, Sylvia se comporte toujours comme une humaine : elle insiste pour porter des vêtements et jouer au piquet. Cependant, son comportement se modifie peu à peu pour ressembler de plus en plus à celui d'une renarde, ce qui cause de grandes inquiétudes à son mari. Finalement, M. Tebrick relâche Sylvia dans la nature, où elle donne naissance à cinq renardeaux, à qui Tebrick donne des noms et qu'il vient voir régulièrement pour jouer avec eux et s'occuper d'eux. Mais en dépit des efforts de M. Tebrick pour protéger Sylvia et leurs enfants, son épouse devenue renarde finit par être poursuivie et tuée par des chiens de chasse. Blessée à mort, elle meurt dans ses bras. M. Tebrick lui-même est grièvement blessé, mais survit.

## Histoire éditoriale
Lady into Fox paraît en octobre 1922 chez Chatto and Windus, illustré de gravures de R.A. Garnett. C'est le livre de Garnett qui connaît le plus des succès en librairie. Une réimpression paraît chez McSweeney's Collins Library en 2004.
La traduction française, assurée par Jane-Simone Bussy et l'écrivain français André Maurois, paraît aux éditions Bernard Grasset en 1924. Elle a été rééditée par la suite chez plusieurs autres éditeurs.

## Récompenses
Le roman est récompensé par le James Tait Black Memorial Prize en 1922 et par le Hawthornden Prize l'année suivante. 

## Analyse
Plusieurs lectures interprétatives du roman ont été proposées. Certaines voient dans le roman une allégorie politique au sujet du mariage, d'autres une fable sur la sexualité féminine, d'autres encore une lettre d'amour codée adressée à l'ancien amant de David Garnett, le peintre Duncan Grant.

## Adaptation
La chorégraphe britannique Andrée Howard (en) adapte le roman en ballet en 1939 sur une musique faite d'un ensemble de morceaux de Honegger pour le compte de la Rambert Dance Company. Le ballet connaît un énorme succès, grâce notamment à la performance de la danseuse Sally Gilmour. Une nouvelle version du ballet par la même compagnie, sous la direction de Mark Baldwin et une nouvelle partition de Benjamin Pope, est créée à Londres en 2006.